# Qalawun
Qalawun, död 1290, var en egyptisk monark. Han var regerande sultan i Mamluksultanatet Egypten mellan 1279 och 1290.